# Abies fanjingshanensis
Abies fanjingshanensis là một loài thực vật hạt trần trong họ Thông. Loài này được W.L.Huang, Y.L.Tu & S.Z.Fang miêu tả khoa học đầu tiên năm 1984.